# Tap-rack

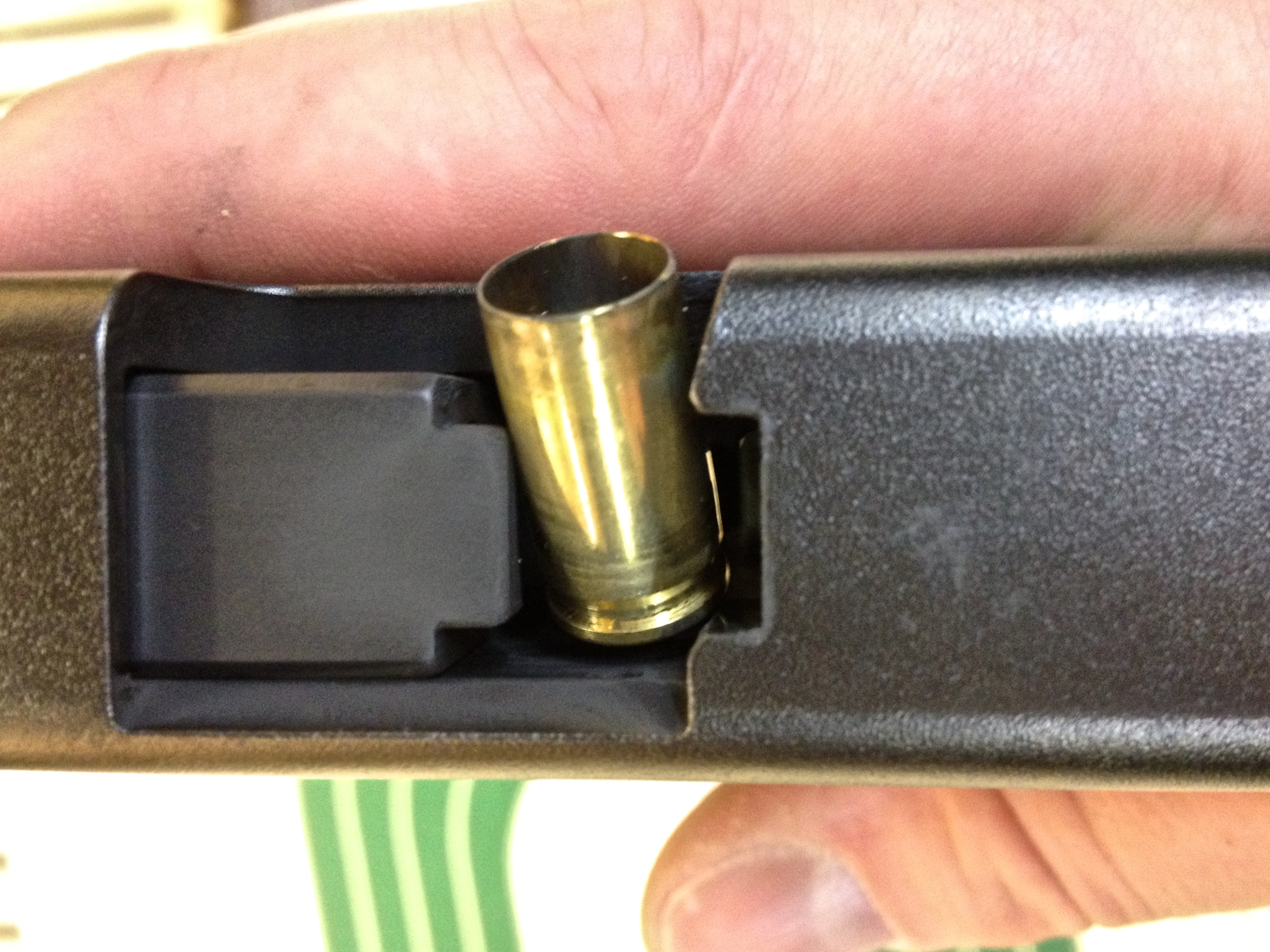
Défaut d'éjection empêchant l'arme de tirer, mais pouvant être résolu immédiatement par un tap-rack

Le tap-rack désigne dans le jargon militaire un geste réalisé pour résoudre le dysfonctionnement d'une arme à feu à magasin interchangeable. Il consiste à donner une frappe avec la paume de la main sur le magasin puis à tirer le levier d'armement jusqu'en butée. Ce procédé est enseigné pour devenir un geste-réflexe permettant de résoudre un certain nombre d'incidents de tir. En effet, la cause d'un dysfonctionnement peut venir d'une mauvaise introduction du chargeur dans le puits de chargement, empêchant ainsi l'introduction de la cartouche dans la chambre, mais aussi d'un défaut de percussion, ou d'une mauvaise extraction de l'étui, ou de multiples autres raisons. Le fait de s'assurer du bon fonctionnement du chargeur et de réarmer le mécanisme avec une chambre réapprovisionnée permet au tireur de refaire feu dans la majorité des cas.
Le tap-rack résout à coup sûr :
- un défaut d'éjection ;
- un défaut de percussion ;
- une munition défectueuse ;
- un défaut d'approvisionnement.

Cependant, certains incidents nécessitent des manipulations plus longues voire le démontage de l'arme pour être résolus.